# Compagnie Dyptik
Dyptik est une compagnie de danse hip-hop française, fondée en 2012 et co-dirigée, par les chorégraphes Souhail Marchiche et Mehdi Meghari. 
Basée à Saint-Étienne, la compagnie participe au développement et à la diffusion de différents styles de danse Hip-Hop, tout en s'inspirant d’autres styles chorégraphiques ou artistiques. Depuis 2014, elle possède son lieu de création, Les Studios Dyptik et organise le festival de danse Hip-Hop Trax.

## Histoire
La compagnie Dyptik a été créée en 2012 sous l'impulsion de Souhail Marchiche et de Mehdi Meghari. Ces deux chorégraphes sont des anciens danseurs du collectif de breakdance stéphanois Melting Forcequi existe depuis 1998. Aujourd'hui[Quand ?] la compagnie Dyptik produit et diffuse ses créations en France et à l'international, tout en menant différents projets consacrés à la danse Hip-Hop sur le territoire stéphanois, comme le festival Trax. Elle est soutenue et conventionnée par la Ville de Saint-Étienne, le Ministère de la Culture et de la Communication (DRAC Auvergne-Rhône-Alpes), la Région Auvergne-Rhône-Alpes et le Département de la Loire. En 2019, la compagnie Dyptik s'est produite au New York City Center, dans le cadre du festival Fall for Dance, avec la pièce Dans l'Engrenage. 

## Les Studios Dyptik
En 2014, la compagnie Dyptik a fondé un espace de création artistiques, situé au sein du quartier de La Cotonne à Saint-Étienne : Les Studios Dyptik. Le lieu a pour objectif d’accueillir des compagnies nationales et internationales en résidence et d’être un espace de recherche, d'expérimentation et de transmission autour de la danse Hip-Hop. 

## Festival Trax
Le festival Trax est né de la volonté de la compagnie Dyptik de présenter sa vision de la danse Hip-Hop au public stéphanois depuis 2014. Cet événement réunit une fois par an des artistes professionnels et amateurs, et a pour objectif de promouvoir les différentes formes que peut prendre la danse hip-hop : créations, performances, ateliers, projections, battles, concours chorégraphique...

## Spectacles
- 2012 : En quête : Pièce chorégraphique pour 3 danseurs qui explore le thème du déracinement[6].
- 2014 : Dyptik: Pièce chorégraphique pour 8 danseurs qui fusionne les figures Hip-Hop, rituel traditionnel et danse contemporaine. Cette pièce est le fruit d'une rencontre en 2012 entre les danseurs de la compagnie Dyptik et ceux de la compagnie malienne Dogmen G[7].
- 2016 : D-Construction (35 min) : Pièce chorégraphique pour 6 danseurs qui interroge la nature du lien social au sein de l’espace public[8].
- 2017 : Dans l’Engrenage (50 min) : Pièce chorégraphique pour 7 danseurs qui propose une critique de la norme de l'ascension sociale. La pièce s'inspire des danses et rythmes traditionnels du monde arabe[9].
- 2018 : Le Cri (50 min): Pièce chorégraphique pour 3 danseurs centrée autour des émotions, de l'indifférence et de la société de consommation, ainsi que du rapport aux corps. Le Cri mélange le Hip-Hop, la danse contemporaine et le cirque[10].

## Distinctions
- 2019 : prix Nouveau Talent Chorégraphie attribué à Medhi Meghari et Souhail Marchiche par le Conseil d'administration de la Société des auteurs et compositeurs dramatiques (SACD) pour leur travail au sein de la Compagnie Dyptik[11].